# Dave Barry

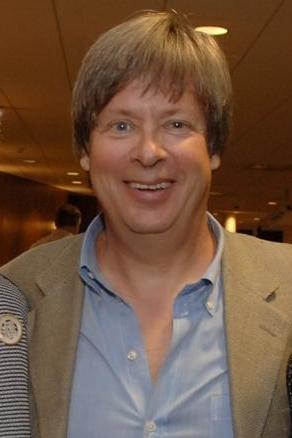
Dave Barry

David Barry, Jr. (* 3. Juli 1947 in Armonk, New York) ist ein US-amerikanischer humoristischer Bestsellerautor und Pulitzer-Preisträger, der von 1983 bis 2005 eine im Miami Herald erschienene Kolumne geschrieben hat, die in den gesamten USA verbreitet war.

## Biografie
Barry wurde in Armonk im US-Bundesstaat New York geboren. Dort war sein Vater, David Barry, Sr. Pfarrer der Presbyterianischen Kirche. Dave Barry besuchte die Pleasantville High School, und das Haverford College, wo er  seinen Hochschulabschluss in Englisch erreichte. Als Sohn eines Pfarrers und Absolvent eines dem Quäkertum nahestehenden Colleges konnte Barry der Wehrpflicht und dem Einsatz im Vietnamkrieg entgehen, weil er sich aus religiösen Gründen dem Kriegsdienst verweigert hatte, und das, obwohl er 2001 in einem Interview mit dem Fort Worth Star-Telegram sagte, er sei schon früher Atheist gewesen.
Seine Karriere als Journalist hat er als Reporter bei den Daily Local News in West Chester, Pennsylvania begonnen. 1975 schloss er sich Burger Associates, einem Consulting-Unternehmen an, wo er Geschäftsleute schlagkräftiges Schreiben lehrte. Im Jahr 1983 wurde Dave Barry von Gene Weingarten als humoristischer Kolumnenschreiber beim Miami Herald engagiert. Im Jahr 1988 schließlich wurde er für seinen „durchgehend effektvollen Einsatz von Humor als Mittel für freche Einblicke in ernsthafte Belange zu gewähren“ mit dem Pulitzer-Preis geehrt, obwohl er bei der Preisverleihung die Jury harsch kritisierte und sich über die Aufgeblasenheit der New York Times, dem Mitorganisator der Veranstaltung, ausließ.
Für den American-Booksellers-Association-Kongress (Verband der Amerikanischen Buchhändler) 1992 gründeten mehrere Autoren, darunter auch David Barry, eine Band für wohltätige Zwecke: Die Rock Bottom Remainders (ein remainder ist ein englischer Fachbegriff für ein Buch, welches sich nicht verkaufen lässt). Laut Barry sind die Mitglieder der Band, mit der Zeit unter anderem Stephen King, Amy Tan, Ridley Pearson, Mitch Albom, Kathy Goldmark, Roy Blount Jr., Barbara Kingsolver und Matt Groening, „musikalisch zwar nicht sonderlich begabt, aber extrem laut.“ Die Tournee der Band gipfelte in dem Buch Mid-Life Confidential: The Rock Bottom Remainders Tour America with Three Chords and an Attitude, welches mittlerweile nicht mehr gedruckt wird.
Der Sender CBS strahlte in den Jahren 1993 bis 1997 vier Staffeln der Sitcom Immer Ärger mit Dave aus. Als Grundlage dazu dienten die Bücher Dave Barry Turns 40 und Dave Barry's Greatest Hits. Darsteller der Serie waren Harry Anderson als Barry und DeLane Matthews als seine Frau Beth. In einer frühen Folge trat Barry selbst als Cameo auf. Die Sendung wurde am Ende erst von dem Sendeplatz am Montag auf einen ungünstigen Platz freitags nachts gelegt und anschließend abgesetzt.
Barrys erster Roman, Big Trouble, wurde verfilmt. Regie führte Barry Sonnenfeld; die Hauptdarsteller waren Tim Allen, Rene Russo und Patrick Warburton, ein ehemaliger Darsteller aus Dave's World. Auch Dave Barry selbst trat wieder in einer Cameo-Rolle auf. Der eigentliche Veröffentlichungstermin Ende 2001 wurde wegen der Terroranschläge vom 11. September kurzfristig verschoben, weil der Film unter anderem vom Schmuggeln einer Atombombe in ein Flugzeug handelt.
David Barry hat zusammen mit seiner ersten Frau Beth einen 1980 geborenen Sohn namens Robert. Mitte der 1990er Jahre ließen sich die beiden scheiden. 1996 heiratete Barry die Sportjournalistin Michelle Kaufman, die zu der Zeit beim Miami Herald angestellt war. Im Jahr 2000 kam die gemeinsame Tochter Sophie zur Welt. Beide werden regelmäßig in seinen Kolumnen erwähnt, jedoch bemerkenswerterweise verlor er über seine Scheidung kein Wort. Das entscheidende Treffen mit Michelle, indem sie von Barry umworben wurde, wird in dramatisierter Form als Schlusswort zu seinem Roman Dave Barry in Cyberspace geschildert; jedoch hat der Autor andere Namen verwandt: Sich selbst hat er als „RayAdverb“ (Anagramm von Dave Barry) geschildert, und für seine Frau musste „MSPtato“ herhalten.
Barry definierte seinen Sinn von Humor als „a measurement of the extent to which we realize that we are trapped in a world almost totally devoid of reason. Laughter is how we express the anxiety we feel at this knowledge.“ (dt.: „Ausdruck des Ausmaßes der Erkenntnis, dass wir in einer Welt gefangen sind, die fast völlig ohne Vernunft ist. Mit Lachen überspielen wir die Beklemmung, die wir bei diesem Gedanken empfinden.“)
Hauptthemen seiner Kolumnen sind neben der Regierung typisch männliche und weibliche Verhaltensmuster, die er völlig überzeichnet darstellt und ins Lächerliche zieht. In vielen Artikeln geht es dabei um in den USA verbreitete und groteske (real existierende) Hobbys von Männern, z. B. die Rasenmäherparade von Arcola, Buikwettschleudern mit nachgebauten mittelalterlichen Katapulten und Schneepflughockey. In mehreren Kolumnen ließ er sich auch über die sogenannten „Anonymen Bergmenschen“ aus, eine Gruppierung von ca. 30 Männern mittleren Alters, die ihre Freizeit in der Natur verbringen. Diese, im mittleren Südwesten der USA beheimatete Organisation zog Barrys Spott auf sich, nachdem einem neuen Mitglied bei einer Mutprobe versehentlich ein Pfeil in den Schädel geschossen worden war. Der Schütze, ein „43jähriger Mann mit einer Familie und vernünftigen Job“, wie die Presse später schrieb, erklärte, er hatte dem Opfer einen Apfel in Wilhelm-Tell-Manier vom Kopf schießen wollen. Wie durch ein Wunder verfehlte der Pfeil das Gehirn und der Unglückliche überlebte.
Weitere Themenbereiche seiner Kolumnen sind unter anderem explodierende Gegenstände und Lebewesen (u. a. Toiletten, Kühe, Wale, Staubsauger, Barbie-Puppen, Pop-Tarts (amerikanischer toastähnlicher Snack zum Aufbacken im Toaster) Wintersportarten (z. B. Schlittenhunderennen), Generationskonflikte und Autos). Legendär ist auch die Reihe Really Bad Song, whew!, in der Dave Barry mit den schlechtesten (amerikanischen) Songs aller Zeiten abrechnete. Auf die Artikel wurde Dave Barry von hunderten Lesern angeschrieben, die ebenfalls über schlechte Lieder zu berichten wussten. Dies gipfelte in dem Buch Dave Barrys book of bad Songs, in dem die Ergebnisse dieser Umfrage veröffentlicht wurden.
Er ist Mitorganisator des Tropic Hunt, einer alljährlichen Schnitzeljagd in Miami.
Am 20. Oktober 2004 kündigte Barry an, dass er für eine unbestimmte Zeit, jedoch mindestens ein Jahr, die Arbeit an seiner wöchentlichen Kolumne einstellen wird, um mehr Zeit mit seiner Familie verbringen zu können. Er sagte aber, dass er weiterhin Satire und Kinderbücher schreiben und die Bildschirmfassung von seinem Buch Dave Barry's Complete Guide to Guys vollenden wird. Er hat sich noch nicht entschieden, die Kolumne fortzusetzen. Trotzdem schreibt er regelmäßig in seinen Weblog. Diese Aufgabe teilt er sich mit Judi Smith. Nebenbei führt er auch weiterhin Signierstunden durch.
Derzeit lebt Dave Barry in Coral Gables bei Miami.

## Trivia
Viele Zitate von David Barry finden sich in dem Programm Fortune wieder, dies ist eine Art Glückskeks-Programm für Linux-Distributionen.
Einmal holte Dave Barry seinen Sohn Robert mit einem Wienermobil von der Schule ab.
In Kalifornien gibt es ein nach Dave Barry benanntes Wasserklärwerk. Dies dokumentierte er in seinem Buch Boogers Are My Beat: More Lies, But Some Actual Journalism!.
Dave Barry wurde bisher zweimal in der Fernsehserie Die Simpsons erwähnt. In einer Episode entgegnet Lisa ihrer Mutter Marge: „Äh, ich hab[e] nur die Kolumne von Dave Barry gesucht“. Daraufhin sagt Bart: „Der ist toll. Der schreibt lustig über die negativen Seiten des Lebens“. In einer anderen Episode meint Marge zum Thema Spurwechsel auf mehrspurigen Straßen bei Stau: „Sobald ich da rüberfahre, stehen sie auf der Spur. Erma Bombeck hat das gesagt und Dave Barry hat es bestätigt“.

## Werke

### Filme
- Big Trouble (Jede Menge Ärger) (2001/2)
- Dave Barry's Complete Guide to Guys (Dave Barry erklärt, was ein echter Kerl ist) (2005)

### Fiction
- Jede Menge Ärger – Big Trouble (Big Trouble) (1999)
- Tricky Business (Harte Arbeit) (2002)
- Peter and the Starcatchers (Peter und die Sternenfänger) (2004, mit Ridley Pearson)
- Peter and the Shadowthieves (Peter und die Schattendiebe) (2006, mit Ridley Pearson)
- Peter and the Secret of Rundoon (Peter und das Geheimnis von Rundoon) (2007, mit Ridley Pearson)
- Peter and the Sword of Mercy (2009, mit Ridley Pearson)
- The Shepherd, the Angel and Walter the Christmas Magical Dog (Der Hirte, der Engel und Walter der Weihnachtswunderhund) (2006)
- Miami Weiss (Insane City) (2013)

### Non-fiction
- The Taming of the Screw (Die Bändigung der Schraube), umgangssprachlich (1983)
- Babies and Other Hazards of Sex: How to Make a Tiny Person in Only 9 Months With Tools You Probably Have Around the Home (Babys und andere Mysterien des Sex: Wie erschafft man in nur 9 Monaten eine winzige Person, mit Werkzeugen, die sich vermutlich in ihrer Nähe befinden) (1984)
- Stay Fit and Healthy Until You're Dead (Bleib fit und gesund, bis du stirbst) (1985)
- Claw Your Way to the Top: How to Become the Head of a Major Corporation in Roughly a Week (Erkämpf deinen Weg zur Spitze: Wie wird man der Kopf eines Multimilliardenkonzerns in nur einer Woche) (1986)
- Dave Barry's Guide to Marriage and/or Sex (Dave Barrys Wegweiser durch Ehe und Sex) (1987)
- Homes and Other Black Holes (Heimat und andere schwarze Löcher) (1988)
- Dave Barry Slept Here: A Sort of History of the United States (Dave Barry hat hier übernachtet: So was wie die Geschichte der Vereinigten Staaten) (1989)
- Dave Barry Turns 40 (Dave Barry wird 40) (1990)
- Dave Barry's Only Travel Guide You'll Ever Need (Dave Barry: Der einzige Reiseführer, den Sie jemals brauchen werden) (1991)
- Dave Barry's Guide to Life (Dave Barrys Wegweiser durchs Leben) (1991) includes Dave Barry's Guide to Marriage and/or Sex, Claw Your Way to the Top, Stay Fit and Healthy Until You're Dead and Babies and Other Hazards of Sex
- Dave Barry Does Japan (Ein Amerikaner in Tokio; Karaoke für Anfänger) (1992)
- Dave Barry's Gift Guide to End All Gift Guides (Dave Barrys Geschenkbuch gegen Geschenkbücher) (1994)
- Dave Barry's Complete Guide to Guys (Dave Barry erklärt, was ein echter Kerl ist) (1996)
- Dave Barry in Cyberspace (Dave Barry im Cyberspace) (1996)
- Dave Barry's Book of Bad Songs (Dave Barrys Buch der miesen Lieder) (1997)
- Dave Barry Turns 50 (Dave Barry wird 50) (1998)
- Dave Barry Hits Below the Beltway: A Vicious and Unprovoked Attack on Our Most Cherished Political Institutions (Die Achse des Blöden) (2001)
- “My Teenage Son's Goal in Life is to Make Me Feel 3,500 Years Old” and Other Thoughts On Parenting From Dave Barry („Das Ziel meines pubertierenden Sohnes ist es, dass ich mich 3.500 Jahre alt fühle“ und andere Erziehungsweisheiten von Dave Barry) (2001)
- “The Greatest Invention In The History Of Mankind Is Beer” And Other Manly Insights From Dave Barry („Die größte Erfindung in der Geschichte der Menschheit ist Bier“ und andere männliche Erkenntnisse von Dave Barry) (2001)
- “Dave Barrys Money Secrets” like: Why is there a Giant Eyeball on the Dollar? („Dave Barry Bankgeheimnisse“ wie: Warum ist da ein riesiger Augapfel auf dem Dollar?) (2005)
- Dave Barrys History of the Millennium (so far) (Dave Barrys Geschichte des Millennium (bis jetzt)) (2007)
- I'll Mature when I’m dead (Männer in den besten Jahren) (2010)

### Gesammelte Kolumnen
- Dave Barry's Bad Habits: A 100% Fact-Free Book (Dave Barrys schlechte Gewohnheiten: Ein 100%ig faktenfreies Buch) (1987)
- Dave Barry's Greatest Hits (Dave Barrys größte Erfolge) (1988)
- Dave Barry Talks Back (Dave Barry widerspricht) (1991)
- The World According to Dave Barry (Die ganze Welt, wie Dave Barry sie sieht) (1994) inklusive Dave Barry Talks Back and Dave Barry's Greatest Hits
- Dave Barry is NOT Making This Up (Dave Barry denkt sich das NICHT aus) (1995)
- Dave Barry Is from Mars and Venus (Dave Barry ist vom Mars und von der Venus) (1997)
- Dave Barry Is Not Taking This Sitting Down (Dave Barry wird dies nicht einfach so hinnehmen (umgangssprachlich)) (2000)
- Dave Barry: Boogers Are My Beat (Dave Barry: Popel sind meine Waffe) (2003)

### In Zusammenarbeit
- Mid-Life Confidential: The Rock Bottom Remainders Tour America With Three Chords and an Attitude (1994) mit Stephen King, Kathi Kamen Goldmark, Al Kooper, Ridley Pearson, Roy Blount, Jr., Joel Selvin, Amy Tan, Dave Marsh, Tad Bartimus, Matt Groening, Greil Marcus, Tabitha King, Barbara Kingsolver, Michael Dorris
- Naked Came the Manatee (1998), Kettenroman mit Carl Hiaasen, Elmore Leonard, James W. Hall, Edna Buchanan, Les Standiford, Paul Levine, Brian Antoni, Tananarive Due, John Dufresne, Vicki Hendricks, Carolina Hospital, Evelyn Mayerson

### Hörspiele
- A Totally Random Evening With Dave Barry (Ein völlig durchschnittlicher Abend mit Dave Barry) (1992)